# Murder, She Wrote
Murder, She Wrote is een Amerikaanse detectiveserie voor televisie, met in de hoofdrol Angela Lansbury als Jessica Fletcher, een detectiveschrijfster die regelmatig een moord op haar pad vindt en die dan oplost. Het was een wekelijkse serie op CBS van september 1984 tot mei 1996 (totaal 264 afleveringen) en liep door tot 2003 met een aantal televisiefilms. In latere jaren was Lansbury producent van de serie; voorgangers waren Peter Fischer en Richard Levinson. In Nederland werd de serie uitgezonden door de NCRV.

## Stramien
Iedere aflevering gaat over het dagelijks leven van een gepensioneerde lerares Engels, Jessica Fletcher, die detectives schrijft. In elke aflevering raakt ze op een of andere manier betrokken bij een moordonderzoek en blijkt dan de enige die begrijpt hoe de zaak in elkaar steekt. Critici steken er de draak mee hoe moorden Jessica volgen, waar ze ook gaat. Veel van de afleveringen spelen in Jessica's woonplaats Cabot Cove of in New York, maar het promoten van haar boeken en bezoeken aan familie en vrienden brengen haar naar alle uithoeken van de Verenigde Staten en Groot-Brittannië. Het is opmerkelijk hoeveel neven, nichten en andere familieleden Jessica als kinderloze weduwe heeft.
De relatie tussen Jessica en de politie wisselt van plaats tot plaats. Veel inspecteurs willen haar niet op de plaats delict totdat haar nauwkeurige deducties maken dat ze naar haar willen luisteren. Anderen zijn fans van haar boeken en vinden het leuk haar van dichtbij mee te maken. In de loop van de serie maakt ze vele vrienden bij de politie in diverse plaatsen in de VS en zelfs met een politie-inspecteur van Scotland Yard.
Enkele afleveringen worden "verteld" door Jessica. Hierin beleven voormalige bijrollen een hoofdrol en heeft Jessica er geen verdere rol in. Jessica verschijnt aan het begin van de aflevering om deze te introduceren en verschijnt dan pas weer aan het einde om het verhaal af te ronden. De show kreeg van de fans zoveel kritiek op deze verandering, dat de producers het slechts enkele malen hebben laten voorkomen. De fans konden niet zonder Jessica.

## Spelers

### Vaste spelers
- Angela Lansbury als Jessica Fletcher
- Tom Bosley als sheriff Amos Tupper (1984 - 1988)
- William Windom als dokter Seth Hazlitt (1985 - 1996), een van Jessica's beste vrienden.
- Ron Masak als sheriff Mort Metzger (1989 - 1996), een voormalig NYPD-inspecteur die sheriff van Cabot Cove is geworden om wat rustiger te leven.

### Regelmatige gastrollen
- Michael Horton als Grady Fletcher (1985-1995), Jessica's niet zo gelukkige favoriete neef.
- Jerry Orbach als Harry McGraw (1985-1991), een detective van de oude school die bevriend raakt met Jessica. Hij kreeg later een eigen serie "the law and Harry McGraw". Dit is niet het gewenste succes geworden, dus keerde hij hierna terug als gastrol.
- Len Cariou als Michael Hagarty (1985-1992), een Britse MI6-agent met een Ierse achtergrond.
- Keith Michell als Dennis Stanton (1985-1993), een voormalige juwelendief die nu als verzekeringsclaimonderzoeker met ongebruikelijke methoden zijn zaken oplost en dan het verhaal naar Jessica stuurt.

### Gastrollen
Veel beroemde acteurs vonden het een eer een keer op te treden in Murder, She Wrote, zoals
(op alfabetische volgorde van achternaam)
- René Auberjonois
- Robert Beltran
- Kathleen Beller
- Pamela Bellwood
- Dirk Benedict
- Richard Beymer
- Morgan Brittany
- Capucine
- Barbara Cason
- George Clooney
- Courteney Cox
- Martin Landau
- Audrey Landers
- Piper Laurie
- Lee Meriwhetter
- Haily Mills
- Kate Mulgrew
- Leslie Nielsen
- Ken Olin
- Adrian Paul
- Matthew Perry
- Lee Purcell
- Emma Samms
- Tom Selleck (in zijn rol van Magnum, in de tweedelige crossover met zijn eigen serie)
- Gordon Thomson

## Afleveringen
Zie: Lijst van afleveringen van Murder, She Wrote

## Dvd
Alle 12 seizoenen van de serie zijn inmiddels op dvd uitgebracht. Ook is er een boxset met daarin alle vier de speelfilms.

## Televisiefilms
Naar aanleiding van de serie werden een aantal films voor televisie gemaakt:
- Murder, She Wrote: South by Southwest (1997)
- Murder, She Wrote: A Story to Die For (2000)
- Murder, She Wrote: The Last Free Man (2001)
- Murder, She Wrote: The Celtic Riddle (2003)

## Internationaal
Murder, She Wrote is, met veel succes, in vele landen uitgezonden. Meestal werd de naam "Murder, She Wrote" gehandhaafd, maar in enkele gevallen werd de titel vertaald:
| Land                  | Titel                     | Vertaling                 | Taal                                |
| --------------------- | ------------------------- | ------------------------- | ----------------------------------- |
| Finland               | Murhasta tuli totta       | Moord werd werkelijkheid  |                                     |
| Frankrijk             | Arabesque                 |                           | Frans nagesynchroniseerd            |
| Duitsland, Oostenrijk | Mord ist ihr Hobby        | Moord is haar hobby       | Duits nagesynchroniseerd            |
| Italië                | La signora in giallo      | De dame in geel           | Italiaans nagesynchroniseerd        |
| Polen                 | Napisała: Morderstwo      |                           | Engels Pools voice-over translation |
| Japan                 | Jessica obasan no jikenbo | Tante Jessica's dossiers  | Japans nagesynchroniseerd           |
| Spanje                | Se ha escrito un crimen   | Een misdaad is geschreven | Spaans nagesynchroniseerd           |
| Catalonië             | S'ha escrit un crim       | Een misdaad is geschreven | Catalaans nagesynchroniseerd        |
| Latijns America       | Reportera del crimen      | De misdaadverslaggeefster |                                     |

## Trivia
- In het begin is Jessica Fletcher zelfs niet geïnteresseerd in de publicatie van haar eerste boek, en al helemaal niet in het speurderswerk. Echter, de problemen zoeken haar op en het vreedzame leven in Cabot Cove wordt een zeldzame overgang tussen haar onderzoeken.
- Angela Lansbury was een groot succes als hoofdrolspeelster in Murder, She Wrote, maar niet de eerste keus van de producent. Jean Stapleton en Doris Day kregen de hoofdrol aangeboden, maar wezen deze af.
- Jessica Fletcher verscheen in 1986 in een aflevering van Magnum, P.I. De tweede helft van deze dubbelaflevering hoorde weer bij de serie Murder, She Wrote.
- Lansbury kreeg voor Murder, She Wrote 12 keer een Emmy-nominatie (een record) en won er geen (ook een record).
- Eind jaren 1980 werden er boeken geschreven gebaseerd op Murder, She Wrote. In lijn met de televisieprogramma's worden de boeken geschreven door Donald Bain in samenwerking met de fictieve Jessica Fletcher.
- De buitenopnames van "Cabot Cove" zijn gefilmd in Mendocino, Californië.
- De geboortenaam van Jessica Fletcher is MacGill. Dit is ook de geboortenaam van de moeder van actrice Angela Lansbury.